# Peroxidasa
Las peroxidasas son un tipo de enzimas muy extendidas en todo el árbol filogenético de la vida. Pertenecen a la categoría de las oxidorreductasas y según el Comité de Nomenclatura de la Unión Internacional de Bioquímica y Biología Molecular se clasifican con los números EC 1.11.

## Grupo de las peroxidasas
Catalizan reacciones bisustrato de carácter redox, utilizando un peróxido como oxidante (a lo que deben su nombre) y un segundo sustrato de características reductoras que es oxidado por el peróxido.
En vegetales, es de destacar a la peroxidasa del rábano (horseradish peroxidase o HRP), que tiene grandes aplicaciones en técnicas inmunoquímicas y de diagnóstico clínico debido a su gran estabilidad, facilidad de conjugación con las inmunoglobulinas y sencillez para detectarla por métodos colorimétricos utilizando un gran número de reactivos. En animales, existen peroxidasas con una función predominantemente defensiva en la saliva, la leche o los leucocitos, donde se aprovecha el carácter oxidante con fines germicidas y bactericidas del peróxido que se genera de forma endógena mediante otras reacciones (glucosa oxidasa, aminoácido oxidasa etc.). No todas las peroxidasas son defensivas, y por ejemplo una peroxidasa (yoduro peroxidasa) es también la responsable de la síntesis de las hormonas tiroideas, oxidando en este caso el yoduro a yodo para que este se adicione a algunos de los anillos fenólicos de los residuos de tirosina de la tiroglobulina. Otras peroxidasas, como la glutatión peroxidasa, está ampliamente distribuida en diversos tejidos con fines diferentes, pero relacionados con una función antioxidante.
Prácticamente todas las peroxidasas son hemoproteínas (excepción notable es la glutationa peroxidasa, que es una selenoproteína) y tienen como sustrato común el H2O2 o peróxido de hidrógeno. La gran afinidad por este sustrato hace que se pueda unir al hierro del grupo hemo por los dos planos del centro activo, el superior y el inferior, dando lugar a una inhibición por exceso de sustrato ya que cuando ambas posiciones están ocupadas por el peróxido de hidrógeno no es posible la unión del otro sustrato.
Respecto a ese otro sustrato, su naturaleza y estructura química puede ser muy distinta, tanto si nos referimos a los oxidados "in vivo" como si lo hacemos a los que se emplean "in vitro" con objeto de detectar esta actividad enzimática. Entre ellos se incluyen fenoles, aminas aromáticas, moléculas orgánicas complejas como el ABTS (ver práctica de Reflotrón para determinación de parámetros sanguíneos en tiras secas), o el ioduro y la glutationa antes citados. Esta pobre especificidad para el sustrato reductor hace que la afinidad sea también pequeña.

## Enzima peroxidasa
La peroxidasa, EC 1.11.1.7 Archivado el 16 de septiembre de 2008 en Wayback Machine., es una enzima que cataliza la oxidación de un amplio número de sustratos orgánicos e inorgánicos, utilizando el poder oxidante del peróxido de hidrógeno.
Donante + H2O2 {\displaystyle \rightleftharpoons } Donante oxidado + H2O
Esta enzima utiliza como cofactor el grupo hemo.
Es utilizada ampliamente en bioquímica clínica. Así, los ensayos para la determinación y cuantificación de metabolitos como glucosa, ácido úrico, colesterol o triglicéridos en fluidos biológicos usan peroxidasa como enzima acoplada. También se utiliza en inmunoensayos para la detección de virus tan conocidos como el virus de la inmunodeficiencia humana (VIH) causante del sida o el herpesvirus. La peroxidasa también se utiliza como biocatalizador para
la generación de productos de interés biotecnológico e industrial como resinas fenólicas, adhesivos, antioxidantes, antiestáticos y protectores de radiación magnética, colorantes alimentarios y componentes bioactivos de detergentes.
Los genes de las peroxidasas humanas expresan una cadena ligera y una cadena larga. Las enzimas activas son un heterotetrámero de 2 cadenas ligeras y 2 cadenas pesadas. Como cofactores necesitan un ion de calcio por cada heterodímero formado de una cadena ligera y una cadena larga, y un grupo hemo B (hierro-protoporfirina IX) unido covalentemente a través de enlaces tipo éster a grupos metilo hidroxilados. Estos enlaces se forman autocatalíticamente con el peróxido de hidrógeno en las posiciones C-1 y C-5 del hemo.
El ser humano también sintetiza la mieloperoxidasa. Esta enzima se utiliza en el sistema inmunitario con funciones bactericidas.

## Enzima peroxidasa versátil
La enzima peroxidasa versátil (VP) EC 1.11.1.16 Archivado el 11 de octubre de 2008 en Wayback Machine. cataliza la reacción:
Donante + H2O2 {\displaystyle \rightleftharpoons } Donante oxidado + H2O
Es producida por el hongo ligninolítico Pleurotus eryngii y tiene la misma especifidad que las otras dos enzimas peroxidasas lignolíticas, la manganeso peroxidasa y la lignina peroxidasa. Para esta enzima son necesarios como cofactores 1 grupo hemo B (hierro-protoporfirina IX) y 2 iones calcio por subunidad.
Existen tres tipos de esta proteína:
- Peroxidasa versátil de fase líquida 1 (VPL1). Q9UR19.
- Peroxidasa versátil de fase líquida 2 (VPL2). O94753.
- Peroxidasa versátil de fase sólida 1 (VPS1). Q9UVP6.

## Peroxidasa decolorante del tinte
La enzima peroxidasa decolorante del tinte (DyP) EC 1.11.1.19 Archivado el 13 de septiembre de 2019 en Wayback Machine. cataliza la reacción:
Reactivo azul 5 + H2O2 + 2 H+ {\displaystyle \rightleftharpoons } Reactivo azul 5 oxidado + 2 H2O
Las DyP son proteínas con histidina proximal secretadas por los fungi Basidiomycota y las eubacteria. Son muy similares a la peroxidasa versátil, pero difieren de ella en su habilidad en oxidar eficientemente tintes de antraquinona y su inhabilidad en oxidar el ion Mn2+. El reactivo azul 5 es convertido con alta eficiencia vía un mecanismo único que combina etapas oxidativas e hidrolíticas, y finaliza con la formación de ácido ftálico. La enzima de la bacteria Thermobifida fusca cataliza también reacciones de sulfoxidación.

## Aplicaciones
La peroxidasa se emplea para el tratamiento industrial de aguas contaminadas: por ejemplo, los fenoles pueden eliminarse mediante su polimerización catalizada mediante la peroxidasa de Armoracia rusticana.
La actividad promedio de la enzima mieloperoxidasa en la sinovia (en las articulaciones del caballo) está relacionada con la presencia de artritis séptica, por lo que puede emplearse como marcador.
En investigación, es muy usada para el marcaje de anticuerpos en técnicas como el Western blot o ELISA. De esta forma se detecta la presencia de la enzima (del anticuerpo y, en último término, del antígeno) mediante la detección de la reacción química que cataliza.